# Jean de Coimbra
Jean de Portugal, né en 1431, mort le 11 septembre 1457, connu aussi par Jean de Coimbra, fils de Pierre de Portugal (1392-1449), 1er duc de Coimbra, et d'Isabelle d'Urgell, infante d'Aragon (1409-1459), petit-fils de Jean Ier de Portugal, de Philippa de Lancastre, de Jacques II, comte d'Urgell et d'Isabelle d'Aragon.
Il épousa en 1456 Charlotte de Lusignan, fille et héritière de Jean II roi de Chypre et d'Hélène Paléologue et reçoit à cette occasion le titre de « Prince d'Antioche ». Il meurt empoisonné le 11 septembre 1457, et des rumeurs accusèrent Hélène du meurtre.